# پولیویل (اکلاهما)
پولیویل (به انگلیسی: Pooleville) یک منطقهٔ مسکونی در ایالات متحده آمریکا است که در شهرستان کارتر، اکلاهما واقع شده‌است.